# Movimiento de Renovación Nacional (Colombia)
El Movimiento de Renovación Nacional o Movimiento de Reconstrucción Nacional (MORENA) fue un partido político colombiano, de ideología de extrema derecha.

## Historia
En la región del Magdalena Medio, los dirigentes liberales Jaime Castro y Jorge Perico Cárdenas habían aceptado el crecimiento de las autodefensas desde finales de los setenta. A las cuales perteneció  el entonces representante a la Cámara Pablo Emilio Guarín, un cacique político de Puerto Boyacá y cofundador con Henry de Jesús Pérez del grupo paramilitar de las autodefensas de Puerto Boyacá en la década de los ochenta.
Tras el asesinato de Guarín en 1987, Iván Roberto Duque Ernesto Báez, como asesor de la Asociación Campesina de Ganaderos y Agricultores del Magdalena Medio (Acdegam) aprovechando la oferta del gobierno para la desmovilización de grupos paramilitares y su participación en política, en mayo de 1989, lanzó en Bogotá el Movimiento de Reconstrucción Nacional, Morena, con el objetivo de participar en las elecciones de 1990. 
Este grupo sería el brazo político de los grupos de autodefensa y paramilitares implicados con el narcotráfico. Los precandidatos liberales de la época como Hernando Durán Dussán, Jaime Castro y Ernesto Samper defendieron al nuevo movimiento señalando la necesidad de respetar la pluralidad ideológica. El movimiento fue criticado por Bernardo Jaramillo, candidato de la Unión Patriótica que fue asesinado en 1990 y por el secretario del Partido Comunista Colombiano Gilberto Viera.

## Disolución
Al ser encontrado un libro de Armando Valenzuela en una finca de Gonzalo Rodríguez Gacha y la presunta cercanía de los dirigentes de este partido a los asesinos de Luis Carlos Galán, se disolvió el partido surgiendo otras fuerzas políticas como el Movimiento Liberal Democrático y Popular del Magdalena Medio, y el Movimiento Agropecuario Nacional (Maná). Ernesto Báez se convertiría en ideólogo de las Autodefensas Unidas de Colombia y Armando Valenzuela publicó varios libros defendiendo sus ideas de extrema derecha, hasta su muerte en 2007. Influenciando a grupos neonazis en Colombia como la Tercera Fuerza. 